# Somogyvár
Somogyvár är en ort i Ungern.   Den ligger i provinsen Somogy, i den västra delen av landet, 150 km sydväst om huvudstaden Budapest. Somogyvár ligger 150 meter över havet och antalet invånare är 2 023.
Terrängen runt Somogyvár är platt. Runt Somogyvár är det ganska glesbefolkat, med 24 invånare per kvadratkilometer. Närmaste större samhälle är Marcali, 19,1 km väster om Somogyvár. Trakten runt Somogyvár består till största delen av jordbruksmark.